# Samo ljubezen
Samo ljubezen är en låt framförd av den slovenska musikgruppen Sestre bestående av Tomaž Mihelič, Damjan Levec och Srečko Blas. Låten representerade Slovenien vid Eurovision Song Contest 2002 i Tallinn i Estland. Låten är skriven av Robert Pešut och Barbara Pešut.
Bidraget framfördes i finalen den 25 maj 2002. Det slutade på trettonde plats med 33 poäng. Slovenien delade trettonde plats med Belgien och Bosnien och Hercegovina.